# 白超雲
白超雲（Pak Chiu Wan，？—1964年7月19日），原名洪隸強（Hung Tai Keung），活躍於20世紀50年代中期的香港粵語片小生，息影後任職法國航空公司，其胞兄洪隸基（Hung Tai Kai）乃香港東區民眾安全服務隊副隊長。白超雲（洪隸強）在1964年7月19日（星期三）不幸病逝。

## 白超雲（洪隸強）的電影
- 1954年11月：《斷腸紅》（粵語），擔任第二男主角，飾演富家花花公子羅拔；
- 1955年12月：《長相憶》（粵語），飾演特務胡冠全。

## 外部連結
- 香港電影資料館：白超雲（洪隸強）參演電影的記錄[永久]
- 白超雲（洪隸強）飾演花花公子大跳查查舞的片斷（页面存档备份，存于）